# Campeonato do Mundo de Hóquei em Patins Masculino de 1964
O Campeonato Europeu de 1964 foi a 16.ª edição do Campeonato do Mundo de Hóquei em Patins .

## Resultados
|      | Equipe     | Pts | J | V | E | D | GM | GS  | DG   |
| ---- | ---------- | --- | - | - | - | - | -- | --- | ---- |
| 1.º  | Espanha    | 18  | 9 | 9 | 0 | 0 | 65 | 3   | 62   |
| 2.º  | Portugal   | 15  | 9 | 7 | 1 | 1 | 64 | 7   | 57   |
| 3.º  | Itália     | 11  | 9 | 5 | 1 | 3 | 36 | 11  | 25   |
| 4.º  | Holanda    | 11  | 9 | 5 | 1 | 3 | 30 | 14  | 16   |
| 5.º  | Argentina  | 9   | 9 | 4 | 1 | 4 | 33 | 21  | 12   |
| 6.º  | Suíça      | 8   | 9 | 4 | 0 | 5 | 34 | 25  | 9    |
| 7.º  | Alemanha   | 8   | 9 | 4 | 0 | 5 | 25 | 23  | 2    |
| 8.º  | Inglaterra | 6   | 9 | 3 | 0 | 6 | 21 | 40  | -19  |
| 9.º  | Uruguai    | 4   | 9 | 1 | 2 | 6 | 15 | 20  | -5   |
| 10.º | Japão      | 0   | 9 | 0 | 0 | 9 | 3  | 162 | -159 |

|            | Japão | Espanha | Portugal | Países Baixos | Uruguai | Inglaterra | Alemanha | Itália | Suíça | Argentina |
| ---------- | ----- | ------- | -------- | ------------- | ------- | ---------- | -------- | ------ | ----- | --------- |
| Japão      |       |         |          |               |         |            |          |        |       |           |
| Espanha    | 34-0  |         |          |               |         |            |          |        |       |           |
| Portugal   | 28-0  | 0-1     |          |               |         |            |          |        |       |           |
| Holanda    | 12-0  | 0-4     | 2-2      |               |         |            |          |        |       |           |
| Uruguai    | 7-1   | 1-2     | 0-3      | 2-6           |         |            |          |        |       |           |
| Inglaterra | 13-1  | 0-7     | 0-11     | 0-4           | 2-1     |            |          |        |       |           |
| Alemanha   | 11-1  | 2-7     | 0-2      | 2-3           | 3-0     | 3-1        |          |        |       |           |
| Itália     | 12-0  | 1-2     | 0-4      | 2-1           | 1-1     | 8-0        | 1-2      |        |       |           |
| Suíça      | 16-0  | 0-4     | 0-7      | 0-2           | 5-2     | 4-3        | 5-1      | 2-3    |       |           |
| Argentina  | 20-0  | 0-4     | 4-7      | 2-0           | 1-1     | 1-2        | 3-2      | 1-2    | 3-2   |           |